# 西宮冷蔵
西宮冷蔵株式会社（にしのみやれいぞう）は、兵庫県西宮市の冷蔵倉庫会社である。1937年（昭和12年）創業。2002年（平成14年）、国のBSE対策に関連して取引先の雪印食品が行った牛肉の産地偽装（雪印牛肉偽装事件）を告発、事件発覚のきっかけとなった。

## 会社概要
1937年（昭和12年）、西宮市津門大塚町で創業。1992年（平成4年）11月、現在地の西宮市西宮浜に倉庫を新築、移転。
2022年（令和4年）現在休業状態であるが（詳細は#内部告発後を参照）、再建を目指して活動中。

## 雪印牛肉偽装事件の内部告発

### 内部告発
2002年（平成14年）1月23日、西宮冷蔵社長の水谷洋一は、BSE問題の対策として農林水産省が実施した全頭検査前の国産牛肉買い取り事業に関し、自社の倉庫内で雪印食品関西ミートセンターの職員が、オーストラリア産牛肉を国産牛の箱に詰め替えて産地を偽装したことを告発した。
雪印食品は事実関係を認め、3月30日に営業終了、4月30日には会社解散に至る。
一方、西宮冷蔵は雪印食品との取引が売上の1割を占めていたが、内部告発後に他社との取引も激減してしまう。また在庫証明書を改竄するなど偽装に加担したとして、西宮保健所から7日間の営業停止命令を受ける。結果として2002年（平成14年）11月には休業に陥る。
なお、水谷洋一は河本三郎の元秘書であり、2002年（平成14年）10月28日投開票の衆議院議員補欠選挙に大阪府第10区から無所属で出馬したが、得票数2,453票（8人中6位）で落選した。2010年から網走市長を務める水谷洋一は同姓同名の別人。

### 内部告発後
水谷洋一社長自ら大阪市の梅田駅前歩道橋などでカンパを募り、全国から再開資金を集め、2004年（平成16年）3月24日に営業を再開。
映像作家の柴田誠により、休業から再建までを追ったドキュメンタリー映画『ハダカの城』が2007年（平成19年）10月27日より公開され、全国各地で自主上映会が開かれた。2008年（平成20年）7月30日にはNHKで、水谷洋一社長を主人公にした再現テレビドラマ『たったひとりの反乱 食品偽装告発、“さきがけ”となった男』が放送され、2008年ATP賞 情報部門・優秀賞を受賞した。2009年（平成21年）11月12日のフジテレビ系列『奇跡体験!アンビリバボー』でも再現ドキュメンタリーが放送された。
2014年（平成26年）5月、大口取引先からの取引停止により再度休業。未通関の中国野菜を出荷するよう要請を受け、拒否したところ取引を停止され、そのことが他の取引先にも波及し、事業継続が困難になったためである。
2015年（平成27年）頃、建物の看板は「渡部通商株式会社低温物流センター」になっていた。しかし、2018年（平成30年）頃には看板が消えている。
2020年（令和2年）1月、水谷洋一の息子である水谷甲太郎が「株式会社Just.ice」を同地に設立、再建を目指す。Just.ice（ジャストアイス）という社名には、冷蔵会社らしくIce（アイス 英：氷・凍る）が使われている一方、Justice（ジャスティス 英：正義）という意味が込められている。水谷甲太郎は、読売テレビのインタビューの中で「ここで諦めてしまえば、本当にこれからも正しいことを発言する人がその勇気をなくしてしまうかもしれないから」と語っている。

## 報道
- テレビ番組
  - 2008年7月30日『たったひとりの反乱 食品偽装告発、“さきがけ”となった男』
  - 2018年4月21日 かんさい熱視線『“正義”と家族～内部告発から16年～』NHK総合、午前10:55 - 午前11:25（30分）
  - 2018年5月1日『事件の涙 Human Crossroads「正義の告発 雪印食品牛肉偽装事件」』 NHK総合　22時00分（25分）
- ドキュメンタリー映画
  - 『ハダカの城 ～西宮冷蔵・水谷洋一～』
- 関連書籍
  - ロシナンテ社編集部（編著）『正義は我にあり 西宮冷蔵・水谷洋一の闘い』アットワークス、2007年9月。
  - 水谷洋一、水谷甲太郎『西宮冷蔵 たったひとりの反乱』鹿砦社、2009年3月。